# Goswin Lubbert von Ketteler zu Harkotten
Goswin Lubbert von Ketteler zu Harkotten (Taufname: Goswin Lubbert Theodor Anton) (* 2. Juli 1719; † 19. Februar 1775 in Schloss Harkotten) war Domherr in Münster und Vertreter der Münsterschen Ritterschaft im Landtag des Hochstifts Münster.

## Leben

### Herkunft und Familie
Als Sohn der Eheleute Alexander Anton von Ketteler zu Harkotten und Maria Sophia von der Tinnen zu Möllenbeck wuchs Goswin Lubbert zusammen mit seinem Bruder Clemens August und seiner Schwester Agnes Francelina (* 1712, Kanonisse in Freckenhorst) in der uralten westfälischen Adelsfamilie von Ketteler auf.
Er heiratete am 30. November 1748 in Füchtorf mit Dispens des Papstes seine Cousine dritten Grades, Bernhardina Theodora von Korff gen. Schmising, Tochter des Wilhelm Friedrich Anton von Korff zu Harkotten (* 1688, † 1727) und dessen Gattin Katharina Bernhardina Francisca von Westphalen. Aus dieser Ehe gingen die Kinder Anna Franziska, Maria Anna (1750–1821, ⚭ 1773 Caspar Friedrich von Böselager zu Eggermühlen), Agnes Bernhardina (Stiftsdame in Freckenhorst), Clemens August (1751–1815, Domherr, ⚭ Marianne von Galen, Vater des Landrats Maximilian von Ketteler), Matthias Benedikt (* um 1751, † 1802, Domherr zu Münster, Osnabrück und Hildesheim) und Wilhelm Arnold (* 1753, Domherr zu Münster, Paderborn und Hildesheim) hervor.

### Wirken
Am 1. April 1732 erhielt er vom Turnar eine Dompräbende und blieb vierzehn Jahre als Domherr im Amt. 1746 verzichtete er zugunsten seines Bruders Clemens August. Am 10. Februar 1747 zur Münsterschen Ritterschaft aufgeschworen, wurde er deren Vertreter im Landtag. Diese Institution, bestehend aus den drei Ständen, war für die Regelung des Steuerwesens und ab 1447 auch des Fehdewesens im Hochstift Münster zuständig.